# Miradouro da Fonte do Buraco

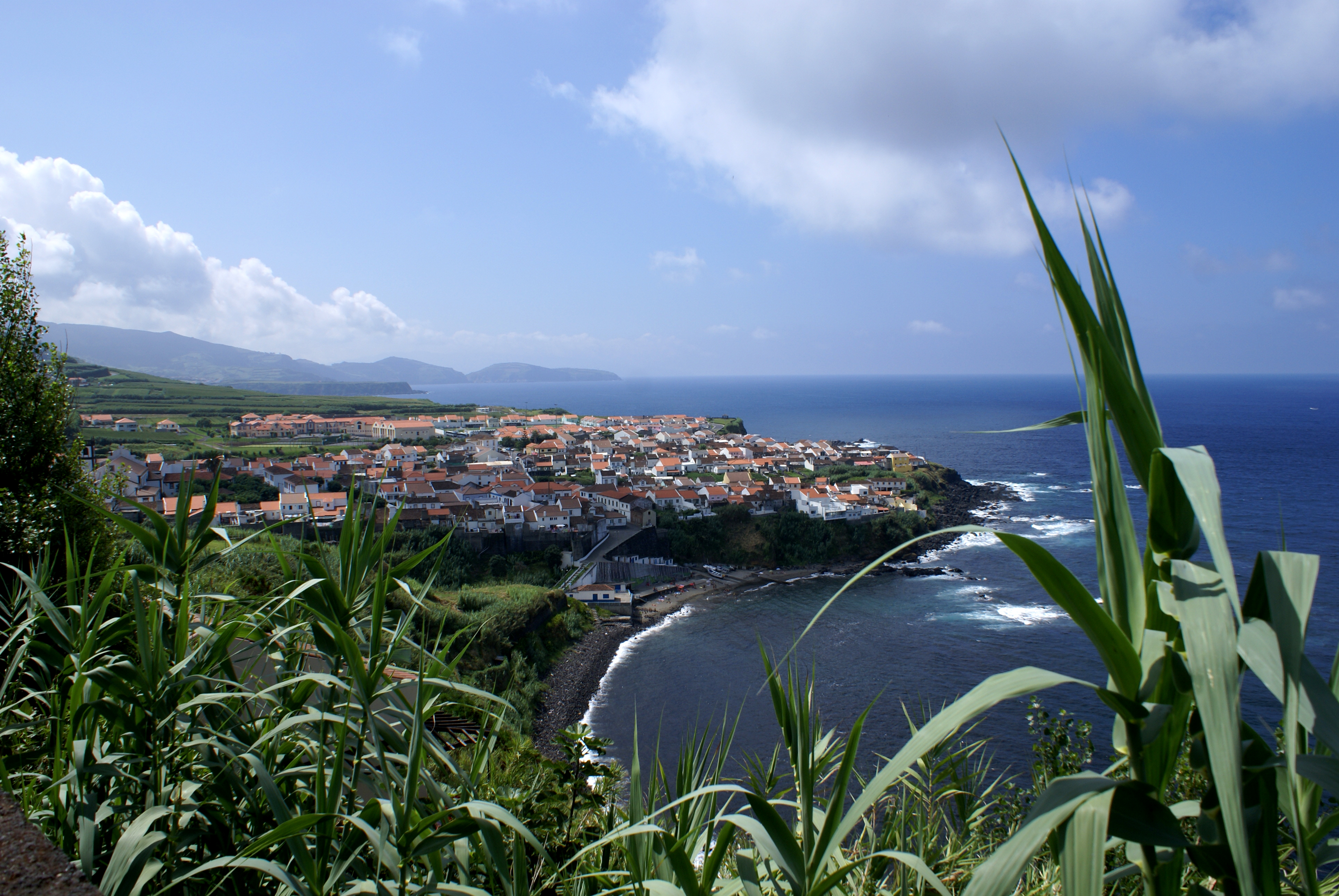
Miradouro da Fonte do Buraco.

O Miradouro da Fonte do Buraco (Maia) é um miradouro português localizado na freguesia da Maia, concelho da Ribeira Grande, na ilha açoriana de São Miguel.
Este miradouro oferece uma ampla vista sobre parte da costa norte da ilha bem como sobre a localidade da Maia e da Ponta do Cintrão à distância.